# Paysage avec animaux
 (septembre 2020).
Si vous disposez d'ouvrages ou d'articles de référence ou si vous connaissez des sites web de qualité traitant du thème abordé ici, merci de compléter l'article en donnant les références utiles à sa vérifiabilité et en les liant à la section « Notes et références ».
Paysage avec animaux est un tableau peint en 1767 par Philippe-Jacques de Loutherbourg, un peintre d'origine franco-suisse. Il se trouve actuellement conservé au musée des Beaux-Arts de Strasbourg, en France. Son numéro d'inventaire est le 1062.

## Description
Cette peinture représente un berger accompagné de son troupeau dans un paysage champêtre. Plusieurs animaux sont identifiés, notamment les vaches, les moutons et un âne. Ce sont des espèces récurrentes dans l'Œuvre de Philippe-Jacques de Loutherbourg, qui a peint un grand nombre de paysages avec des bergers et leur troupeau.

## Critiques
Philippe-Jacques de Loutherbourg expose ce tableau au Salon de 1767. Il est alors admiré par Denis Diderot, un des premiers soutiens de l'artiste. Le critique d'art souligne notamment la beauté du coloris et la représentation réaliste des animaux, en particulier la vache blanche placée au centre de la composition. Le peintre s'est en effet attardé sur le rendu illusionniste des toisons. Toutefois, Denis Diderot nuance sa critique, et juge le ciel mauvais, peint avec un coloris plus lourd que le reste du tableau. Le paysage avec animaux de Philippe-Jacques de Loutherbourg a probablement souffert d'une comparaison avec un tableau de Joseph Vernet, exposé lui aussi au Salon de 1767.